# KREVA TOUR 2006 愛・自分博〜国民的行事〜日本武道館
『KREVA TOUR 2006 愛・自分博〜国民的行事〜日本武道館』（クレバツアー2006あい・じぶんはく こくみんてきぎょうじ にっぽんぶどうかん）は、日本の ヒップホップソロアーティストKREVAが2006年9月8日にリリースした1作目の映像作品（DVD）である。

## 概要
2006年2月1日に発売されたアルバム『愛・自分博』を携えて行われた全国7会場8公演のツアーである「KREVA TOUR 2006 愛・自分博〜国民的行事〜」の模様を収録したDVDである。
ツアーは、3月20日に名古屋、3月24日に札幌、3月31日と4月1日には、大阪、4月8日に仙台、4月13日に広島、4月15日に福岡、4月28日に東京でそれぞれ開催され、総勢2万人を動員した。
初回盤はスペシャルパッケージ仕様となっている。発売日はクレバの日（9月8日）である。

## 収録会場
主に日本武道館。この公演は日本人ソロラッパーとして初となる日本武道館でのライブとなった。DISC2の＜OFF SHOT＞には名古屋（Zepp Nagoya）、大阪（なんばHatch）、仙台（Zepp Sendai）などの会場の様子が少し収録されている。

## 収録映像曲

### DISC1
1. H.A.P.P.Y.
この前に開会式の様子が収録されている。
来賓として佐藤修ポニーキャニオン代表取締役会長、野村昌史エレメンツ代表取締役社長、KREVAの実の父親が紹介された。
2. 国民的行事
3. all day, all night,
この前にDJ SHUHOと熊井吾郎（くレーベル）が紹介される。
4. いいと思う
5. 江戸川ロックオン feat. CUEZERO, WADA
この前にBGMとして栄冠は君に輝くが流れ、「江戸川区を学ぶ〜THE STUDY OF EDOGAWAKU〜」という江戸川区についての映像が流れる。その後、CUEZERO, WADA(アルファ)が登場。
6. DAN DA DAN feat. CUEZERO
7. トリートメント feat. DABO, CUEZERO
DABOが登場。
8. island life feat. SONOMI
SONOMIが登場。
9. 涙止まれよ feat. SONOMI
10. ひとりじゃないのよ feat. SONOMI
11. 雨天（SONOMI）
SONOMIがソロで歌っている。
12. RAP STAR
平井堅のPOP STARの替え歌を歌っている。
13. 今夜はブギー・バック
小沢健二&スチャダラパーによる今夜はブギー・バックをカバーした。竹内朋康とマボロシ・バンド（竹内朋康 & The Laidbacks）が登場。
14. ファンキーグラマラス feat. Mummy-D
Mummy-Dが登場。
15. 暗闇のナビゲイラ
この前にKREVAがKICK THE CAN CREWの曲「LIFELINE」の自らのパートを歌う。
16. It's for you
17. スタート
18. イッサイガッサイ

### DISC2
1. 〈ENCORE〉
DO MO ARIGATOH
SONOMI, WADA, CUEZERO, GREEN KIDZ, 天狗 A.K.A ロナウド落合, 竹内朋康, Mummy-D, 伊藤社長が登場しRAPを披露する。The Laidbacksも登場。
音色
竹内朋康 & The Laidbacksの演奏による。
My Life
2. 〈OFF SHOT〉
地方編

武道館編
3. 〈MULTI PLAY MODE〉
国民的行事
スタート